# 643 Шехерезада
643 Шехерезада (643 Scheherezade) — астероїд зовнішнього головного поясу, відкритий 8 вересня 1907 року Августом Копфом у Гейдельберзі.
Тіссеранів параметр щодо Юпітера — 3,108.